# Нерошка
Нерошка — река в Калужской области России. Левый приток реки Изверь.
Длина реки — 30 км, площадь бассейна — 73,5 км². Протекает по лесистой местности на севере области.
Берёт начало в лесах на западе Медынского района. От истока течёт немного на юго-запад, далее течёт на юго-восток по Износковскому району. В низовьях вновь поворачивает на юго-запад. Устьевая часть находится в Дзержинском районе. Впадает в Изверь по левому берегу у деревни Екимково (24 км от устья).
На берегах также находятся деревни (от истока): Жизненные Волны, Кирово, Алексеевка, Баланино, Степанчики, Кононово, Пушкино, Клины. Крупнейший населённый пункт бассейна — посёлок Мятлево.
Реку пересекают ж.-д. линия Вязьма — Калуга и автодорога А130 Москва — Рославль.

## Данные водного реестра
По данным государственного водного реестра России относится к Окскому бассейновому округу, водохозяйственный участок реки — Угра от истока и до устья, речной подбассейн реки — бассейны притоков Оки до впадения Мокши. Речной бассейн реки — Ока.
Код объекта в государственном водном реестре — 09010100412110000021467.